# Djuptjärnen (Nederkalix socken, Norrbotten)
Djuptjärnen är en sjö i Kalix kommun i Norrbotten och ingår i Kalixälvens huvudavrinningsområde.